# Elona quimperiana
Elona quimperiana је пуж из реда Stylommatophora.

## Угроженост
Ова врста је наведена као последња брига, јер има широко распрострањење и честа је врста.

## Распрострањење
Врста је присутна у Шпанији и Француској.